# فض النزاعات

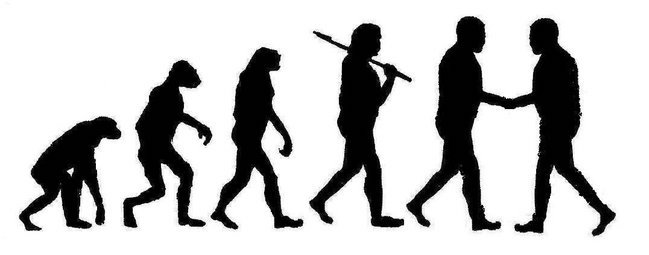
حل النزاع في تطور إنساني.

فض النزاعات  هو مصطلح للتعبير عن مجموعة من الأفكار والطرق المستخدمة للحد من النزاع. إلى جانب مصطلح «فض النزاعات» يستخدم أحيانا مصطلح «فض الخلافات». حيث هناك تداخل في المعنى بين مصطلح نزاع وخلاف، مصطلح نزاع اوسع واشمل من مصطلح خلاف، فهو معّني أكثر بالجهد المادي من النقاش الكلامي. تتضمن عملية فض النزاعات بشكل عام التفاوض والوساطة والدبلوماسية. وتوصف عملية التحكيم والدعاوي القضائية والشكاوي الرسمية لديوان المظالم بـ «فض الخلافات» وأحياناً «فض النزاعات».

## البعد الثقافي
التطبيق العملي لفض النزاعات على الصعيد المهني أو الأكاديمي يتّسم بالحساسية العالية وفقاً للخلفية الثقافية.
يتميز فض النزاعات في الثقافة الغربية أي في كندا والولايات المتحدة بنجاح عالي، حيث عادة ما ينطوي بتعزيز التواصل بين المتنازعين، وحل المشاكل، وإعداد الاتفاقيات التي تلبي الاحتياجات الأساسية. وفي مثل هذه الحالات، فإن الأشخاص الذين يقومون بفض النزاعات يبحثون عن حل مُكّسب لكلا الطرفين، أو سيناريوهات مرضية للجانبين، (يمكن الاطلاع على فيشر ويوري (1981)، «وصلنا إلى نعم»)، وفي الثقافات الغير غربية، مثل أفغانستان وفيتنام والصين، فإنه من المهم أيضا الوصول إلى حل مُكّسب لكلا الطرفين على الرغم ان طريقة الوصول لذلك قد تختلف تماماً.
في مثل هذه المواقف، فإن الاتصال المباشر بين المتنازعين وتناول القضايا المطروحة بصراحة قد يكون تصرفاً وقحاً للغاية، مما يزيد الأمر سوءاً ويعيق التقدم في عملية فض النزاع. عوضاً عن ذلك يمكن ان يكون هناك مجال للتدخل الديني أو تدخل زعيم قبيلة، حيث يكون مقبولاً لديهم أكثر من تدخل طرف ثالث. وتتباين صعوبة النزاعات بين الثقافات المختلفة، وعادةً ما تكون أكثر صعوبة مما يُتوقع، حيث يكون هناك فرصاً عديدة لسوء الفهم. والصراعات بين الثقافات غالبا ما تكون الأكثر صعوبة في حل النزاع لأن التوقعات بين المتنازعين يمكن أن تكون مختلفة جدا، وهناك فرصة كبيرة لسوء الفهم.

## الوظائف
توسّع تخصص فض النزاعات ليشمل الجانب المهني في الولايات المتحدة وفي جميع أنحاء العالم. إن تدخل طرف ثالث كمحكمين ووسطاء ومتخصصين وأمناء مظالم لحل النزاع يزيد من تكاليف النزاع. لذلك قامت منظمات الإغاثة والتنمية بتضمين فريقها المساعد متخصصين في بناء السلام وحل النزاعات، حيث تبين ضرورة تعيين اشخاص ذوي خبرة ودراية في مجال تحليل الصراعات وحلها. في الواقع هناك حاجة ملحة ومتزايدة لأشخاص مهنيين للعمل في حل النزاع في مختلف الأماكن كالشركات، وأنظمة المحاكم، والوكالات الحكومية والمنظمات غير الربحية، والمؤسسات التعليمية لتخدم جميع أنحاء العالم.

## التعليم
تقدم معظم الجامعات في جميع أنحاء العالم العديد من الدراسات المتعلقة بالبحوث والتحليل والممارسات المستخدمة في الصراعات.
من الجامعات الغربية جامعة كورنيل الصناعية تضم معهد شاينمان لحل النزاعات، حيث يقدم برنامج بكالوريس ودراسات عليا، وتطبيق مهني في حل النزاع. كما وتقدم جامعة جورج تاون هذا التخصص في برامج الدراسات العليا، وكذلك جامعة شرق مينونايت والثالوث كلية دبلن، وفي العالم العربي الجامعة الأردنية وتمنح درجة الماجستير في تخصص فض النزاعات، وهناك العديد من الجامعات الأخرى. والعديد من الطلاب يتابعون دراساتهم للحصول درجة الدكتوراه والدخول في حقل الباحثين أو المنظرين أو المحللين أو واضعي السياسات، أوأساتذة في الجامعات.
فض النزاعات هو مجال يستحوذ على الاهتمام المتزايد لعلم التربية في المملكة المتحدة، حيث يتحمس كلاً من المعلمين والطلاب على حد سواء لمعرفة الآليات التي تؤدي إلى عمل عدواني، وتلك التي تؤدي إلى حل سلمي. وفي العديد من المدارس في المملكة المتحدة، فإن تخصص فض النزاعات قد أصبح الآن جزءا لا يتجزأ من المنظومة التعليمية التي تشمل الجوانب الاجتماعية والعاطفية مع الاهتمام بمبادئ تطوير المهارات الاجتماعية، وفهم من تلك المشاعر.

## روابط
- فهرس ميثاق الأمم المتحدة
- ميثاق الأمم المتحدة (فصل أول)